# Rautas fjällurskog
Rautas fjällurskog är ett naturreservat och ett Natura 2000-område som sträcker sig från Torneträsk i norr till Kalixälven i söder i Kiruna kommun. Reservatet är 67 712 hektar stort.